# 惣管
惣管是日本奈良时代初期设立的一个临时官职，主要职责是维护畿内的治安并开展行政监察，与“镇抚使”一职同时设立。该职务旨在强化朝廷对畿内的控制，以维护地方秩序和规范官员行为。此外，平安时代末期也曾再度设立惣管。